# Rancon
Rancon är en kommun i departementet Haute-Vienne i regionen Nouvelle-Aquitaine i västra Frankrike. Kommunen ligger i kantonen Châteauponsac som tillhör arrondissementet Bellac. År 2022 hade Rancon 477 invånare.

## Befolkningsutveckling
Antalet invånare i kommunen Rancon
| Referens: INSEE |